# 요시야 노부코

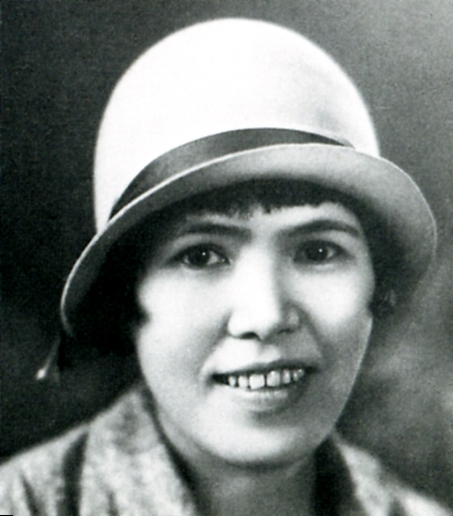
요시야 노부코

요시야 노부코(일본어: 吉屋 信子, 1896년 1월 12일 ~ 1973년 7월 11일)는 일본의 소설가이다. 다이쇼 시대와 쇼와 시대를 풍미한 일본의 소설가로 현대 일본에서 상업적으로 가장 성공적이고 많은 작품을 발표한 작가 가운데 한 명으로 여겨진다. 연재 로맨스 소설과 사춘기 소녀 소설을 전문으로 했으며 S 장르를 포함한 일본 레즈비언 문학의 선구자이기도 하다. 그의 작품 가운데 일부는 영화로 제작되었다.

## 생애
요시야는 1896년 1월 12일에 니가타현에서 태어났지만 도치기현 모카시와 도치기시에서 자랐다. 그의 아버지는 처음에는 경찰관이었다가 지방 자치 단체의 공무원이 되었기 때문에 가족들은 아버지의 전근을 수용하기 위해 자주 이사했다. 그는 다섯 자녀 가운데 외동딸이자 막내였다. 그의 어머니와 아버지는 모두 사무라이 집안 출신이다. 중산층, 문화적으로 보수적인 부모는 메이지 시대의 일본에서 "현모양처"라는 이상적인 여성의 역할을 위해 그를 훈련시켰다. 그의 문학 경력은 10대 시절에 시작되었다.
1915년에 도쿄도로 이주한 요시야는 일본의 성별 기대치에서 벗어나기 시작했다. 요시야는 잡지 사진 세션을 포함하여 종종 여성스러운 스타일로 옷을 입었다. 그는 1920년대에 머리를 짧게 잘라 서양 패션을 모방한 최초의 일본 여성 가운데 한 명이었다. 그는 자신의 집을 설계했으며 자동차와 경주마를 소유한 최초의 일본 여성 가운데 한 명이기도 했다.
요시야는 1938년에 중일 전쟁 시기에 중국 대륙에 파견된 일본 제국 군대의 노력에 호의적으로 글을 쓰기 위해 전면에 나선 작가들로 구성된 정부 조직인 "펜 부대"(일본어: ペン部隊)에 합류했다. 그와 하야시 후미코는 이 그룹의 유일한 여성 작가였다.
요시야는 제2차 세계 대전 중반과 전후에 가나가와현 가마쿠라시에 살았다. 1962년에는 조용한 지역에 일본식 정원을 갖춘 전통 목조 주택을 지어 여성의 문화 및 교육 활동을 장려하기 위해 가마쿠라시에 기증했다. 그는 1973년 7월 11일에 가마쿠라시에서 대장암으로 인하여 향년 77세를 일기로 사망했다. 현재 그가 살았던 집은 요시야 노부코 기념 박물관으로 사용되고 있는데 손으로 쓴 필사본과 좋아하는 물건 등의 물품이 전시되어 있어 이 서재를 그대로 보존하고 있다. 박물관은 매년 5월 초와 11월에 단 두 번, 매번 3일 동안만 문을 연다. 그의 무덤은 가마쿠라시의 고토쿠인에 위치하고 있다.

### 지요 몬마와의 관계
요시야는 1923년 1월에 도쿄에 위치한 한 여학교 수학 교사인 몬마 치요(일본어: 門馬 千代)를 만났다. 두 사람은 50년 넘게 연애를 이어갔다. 요시야는 일본의 많은 유명 인사들과 달리 사진, 개인 에세이, 잡지 인터뷰를 통해 자신의 사생활에 대한 세부 사항을 밝히는 데 주저하지 않았다. 1926년에는 작가와 비서의 협력적인 업무 관계를 맺었다. 요시야는 1957년에 몬마를 자신의 딸로 입양했는데 이는 당시 레즈비언들이 서로 재산을 공유하고 의학적 결정을 내릴 수 있는 유일한 합법적인 방법이었다. 두 사람은 함께 소련, 만주로 여행을 떠났다가 프랑스 파리에서 1년간 머물렀고 1927년부터 1928년까지 미국을 거쳐 일본으로 돌아왔다. 1930년대 후반에는 네덜란드령 동인도와 프랑스령 인도차이나도 방문했다.

## 문학 경력
요시야의 초기 작품 가운데 하나인 《꽃 이야기》(일본어: 花 物語, 1916년 ~ 1924년)는 연애 우정에 관한 52편의 이야기로 일본의 여학생들 사이에서 인기를 끌었다. 《꽃 이야기》에 등장하는 연애는 대부분 짝사랑, 멀리서 바라보기, 또는 불행한 결말에 관한 이야기이다. 이러한 이야기는 종종 여성과 여성의 욕망을 몽환적인 문체로 묘사한 것이 특징이다.
《다락방의 두 처녀》(일본어: 屋根裏の二處女, 1919년)는 반(半)자전적인 소설로 추정되며 기숙사 친구들 사이의 여성과 여성의 사랑 경험을 묘사하고 있다. 마지막 장면에서 두 소녀는 부부로 함께 살기로 결심한다. 이 작품은 남성 중심의 사회를 비판하고 강력한 페미니스트 태도를 보여주고 있다. 1920년에 발표한 《지구 끝까지》(일본어: 地の果まで)는 아사히 신문에서 문학상을 수상했으며 기독교의 영향을 어느 정도 반영하고 있다.
요시야는 1925년에 자신만의 문학 잡지인 《검은 장미》(일본어: 黒薔薇)를 창간했지만 8개월 만에 중단되었다. 요시야는 《검은 장미》 이후에 성인의 동성애를 자매애와 비슷하고 이성애를 보완하는 것으로 제시하기 시작했다.
요시야의 다른 주요 작품으로는 《여인의 우정》(일본어: 女の友情, 1935년 ~ 1935년), 《남편의 순결》(일본어: 良人の貞操, 1937년), 《귀신의 불》(일본어: 鬼火, 1951년), 《아타카가 사람들》(일본어: 安宅家の人々, 1952년), 《도쿠가와의 아내들》(일본어: 徳川の夫人たち, 1966년), 《여인 헤이케》(일본어: 女人平家, 1971년) 등이 있다

### 문학 스타일
동성애와 여성의 우정에 대한 그의 이야기는 일본의 소녀 만화에 직접적인 영향을 미쳤다. 이는 특히 일본 고유 장르인 S의 개발과 대중화에 반영되었는데 주요 영감이자 영향력 있는 작가 가운데 한 명인 요시야는 이 장르의 작품을 제작함으로써 앞으로 수년 동안 일본 문화에서 낭만적인 우정을 강화하고 일본 레즈비언 문학의 선구자 가운데 한 명이 될 수 있었다.
요시야는 작품 전반에 걸쳐 여성 간의 우정, "이상적인" 남성에 대한 아이디어라는 두 가지 주요 주제를 탐구했다. 그의 작품은 현대 성과학을 예리하게 인식하고 있다. 그의 문학 스타일에서 나타나는 특징적인 요소는 매우 친밀한 여성 간의 우정을 소녀들 간의 플라토닉한 사랑으로 이미지화하는 것으로 종종 젊음과 함께 지나가지만 소녀들이 사랑과 자매애를 바탕으로 사교하고 강한 유대감을 형성할 수 있도록 허용한다는 것이다. 이로 인해 그녀의 우정 묘사는 낭만적인 은유나 노골적인 레즈비언 하위 텍스트로 가득 찬 다소 멜로드라마적인 느낌을 주었지만 이로 인해 그녀의 많은 이야기는 실제로 레즈비언 애착의 이미지를 중요하고 강한 관계로 표현했지만 젊음의 일시적인 요소였으며 소녀와 여자 간의 결혼의 성숙과 함께 전달되었다.
요시야 자신도 현대적 의미의 레즈비언이라는 단어로 "아웃"된 적은 없지만 다른 여성과 공개적으로 레즈비언 관계를 유지하며 살았다. 이러한 사실과 관련하여 그녀의 작품 가운데 상당수, 특히 초기 작품은 문학 평론가들로부터 반자전적인 작품이거나 심지어 레즈비언 문학 장르의 최초의 일본 작품으로 간주되고 있다. 이미 언급했듯이 특히 그녀의 초기 작품에서 이러한 느낌은 작가의 개인적인 젊은 레즈비언 경험을 미묘하게 묘사한 것으로 볼 수 있으며 이는 짝사랑으로 인한 죽음이나 소녀들의 이가운데 자살을 광범위하게 활용하는 슬프고 잔인한 결말을 자주 가지고 있다. 앞으로 이러한 비유는 이야기를 더욱 멜로드라마화하고 레즈비언 관계에 대한 긍정적인 이미지를 허용하지 않는 검열로부터 작품을 구하기 위한 방법으로 유리의 초기 작품에 널리 사용될 것이다.
동시에 그녀는 관능적이고 향수를 불러일으키며 감정적인 내러티브 스타일을 지속적으로 발전시켰지만 후속 작품에서 여주인공들 사이의 관계는 개방적이거나 암시된 레즈비언 애착보다는 순진한 소녀들 사이의 우정과 자매애를 더 플라톤적이고 오히려 이상화하는 것으로 묘사되기 시작했다. 이 시기에 그녀는 청소년 여성 문학의 저자로서 폭넓은 인정을 받았는데 관계의 플라톤적인 특성 때문에 그녀의 작품은 비도덕적인 것으로 간주되지 않았고 소녀들과 청년 여성들은 영원한 우정, 이상화된 자매애, 오늘날의 여성들의 삶을 사실적으로 묘사하는 자신의 아이디어가 매력적이라고 생각했다.

## 정치적 견해
요시야는 열렬한 페미니스트였지만 정당을 불신했고 조직적인 일본 페미니스트 운동에 적극적으로 참여하지 않았다.